# Museo archeologico nazionale di Tirana
Il Museo archeologico nazionale (in albanese: Muzeu Arkeologjik Kombëtar) è il museo archeologico di Tirana, fu aperto il 1 novembre 1948. Si tratta del primo museo aperto in Albania nel secondo dopoguerra.
Si trova nella parte est di piazza Madre Teresa, vicino all'Università.
Questo museo è stato inaugurato nel 1948 e oggi presenta la ricerca di scoperte archeologiche nel territorio dell'Albania. È affiliato all'istituto di archeologia dell'Accademia delle scienze dell'Albania. Il museo ospita mostre di epoca preistorica e classica fino al medioevo e al periodo moderno. Più di 2000 oggetti sono esposti e vanno da gioielli antichi, a statue romane, a molti vasi di terracotta che sono stati trovati durante le numerose escursioni archeologiche in cui il museo è coinvolto. È anche responsabile della conduzione di molte spedizioni archeologiche nel paese ed è l'istituzione madre di diversi altri musei del paese tra cui il Museo archeologico di Durazzo.
Il museo include inoltre una biblioteca di circa 7200 volumi.
I 2000 oggetti esposti nel museo appartengono alle seguenti età: l'età della pietra dal 100.000 al 2000 a.C., l'età del bronzo e l'età del ferro dal 2000 all'800 a.C., gli inizi della civiltà illirica dal 1000 a.C., l'Antichità illirica dal 1000 a.C. al 100 d.C., la civiltà romana e bizantina in Albania dal 100 al 600 d.C. e l'Albania nel Medioevo e il dominio ottomano in Albania dal 600 fino all'indipendenza nel 1912.

## Galleria d’immagini

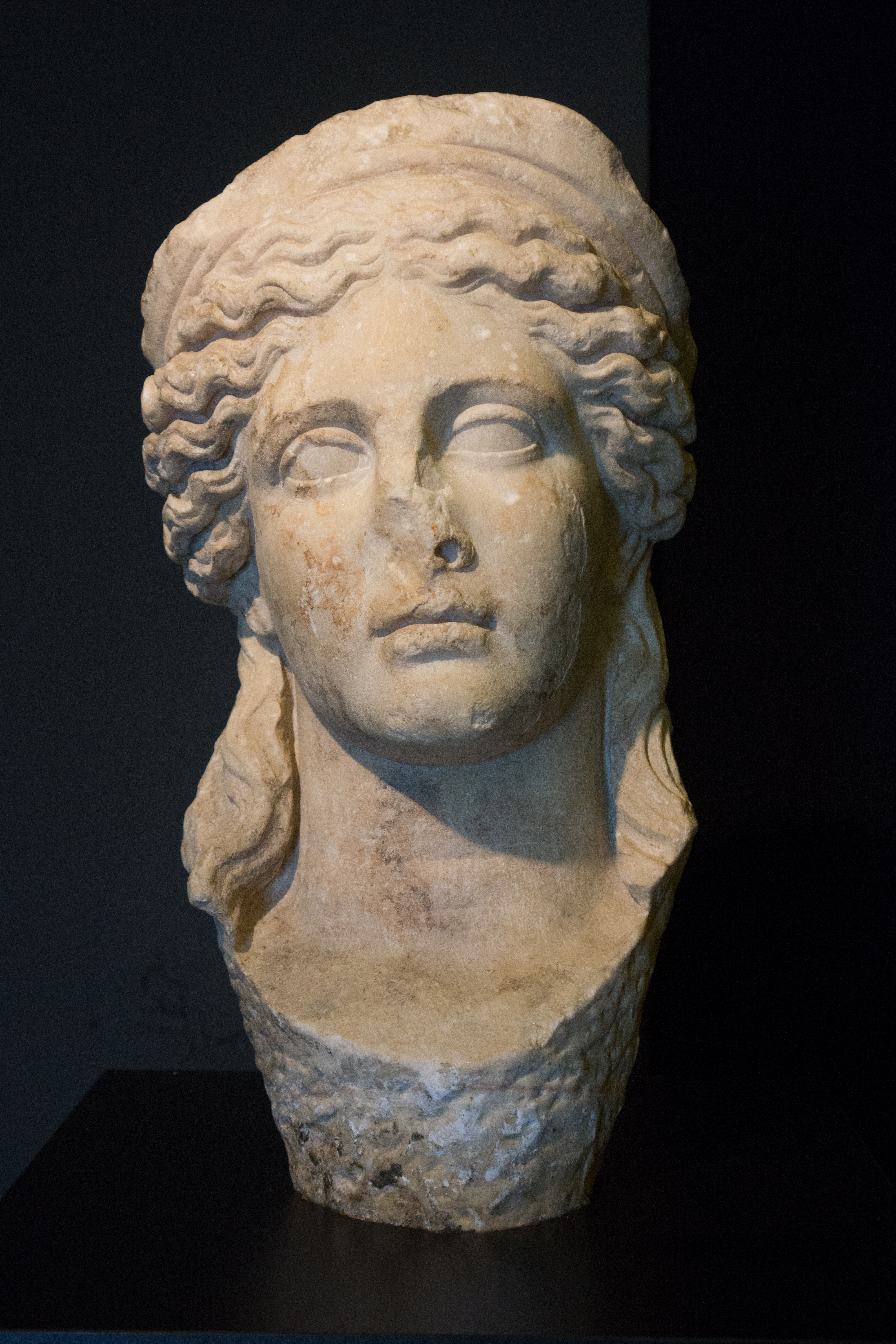
Testa di Era (II secolo a.C.)
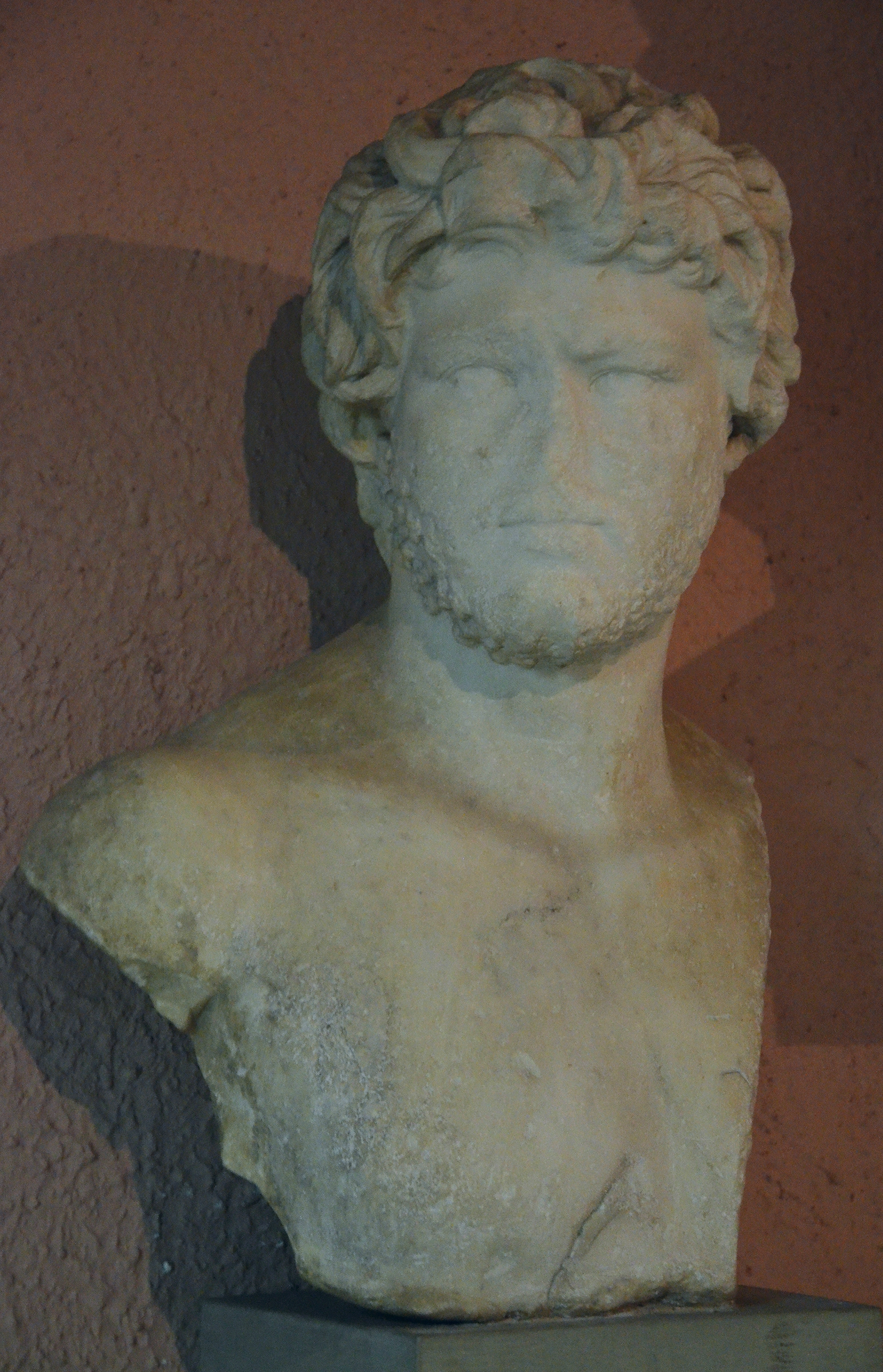
Busto di Caracalla
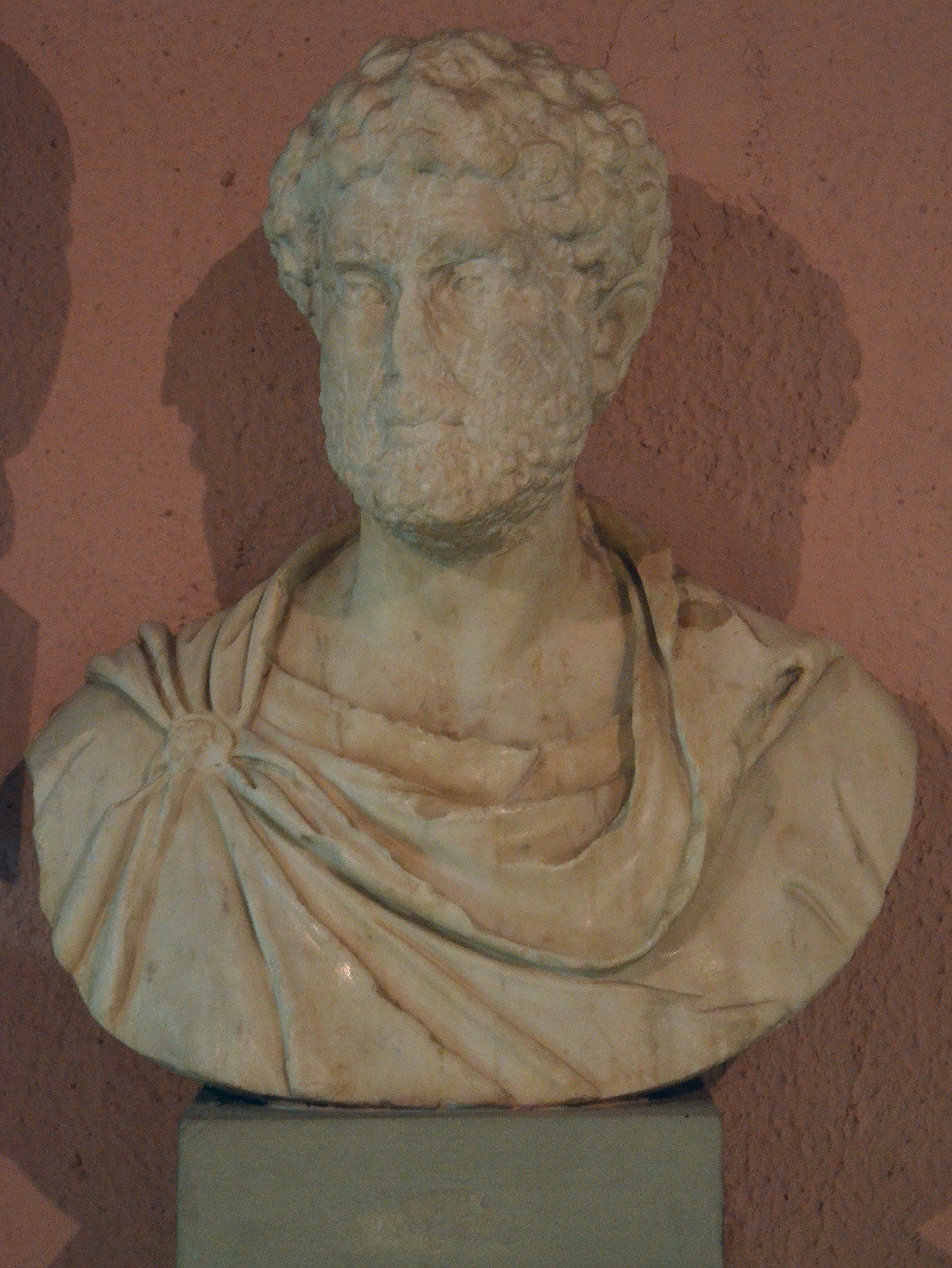
Busto di Marco Aurelio
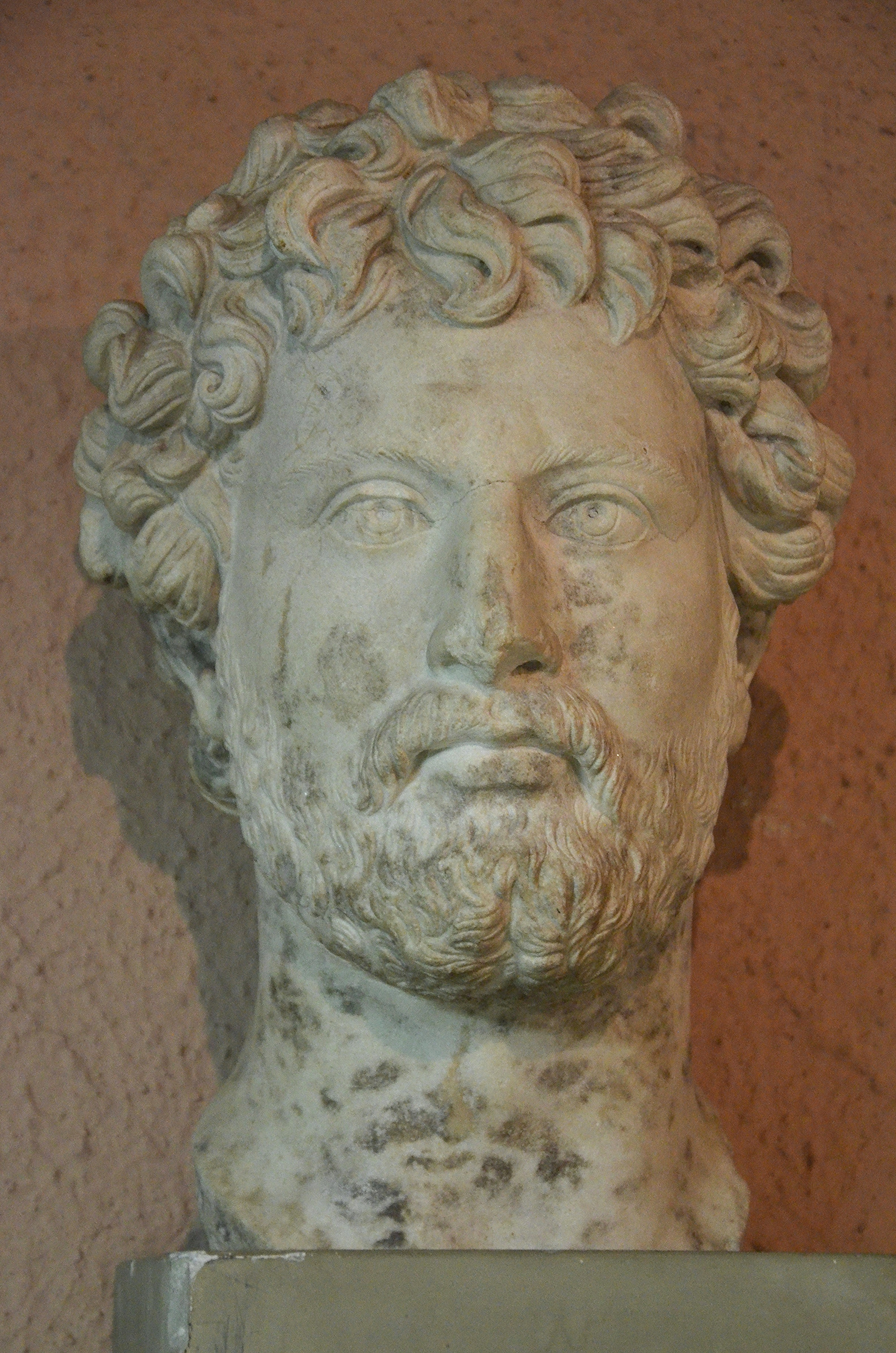
Testa di Adriano
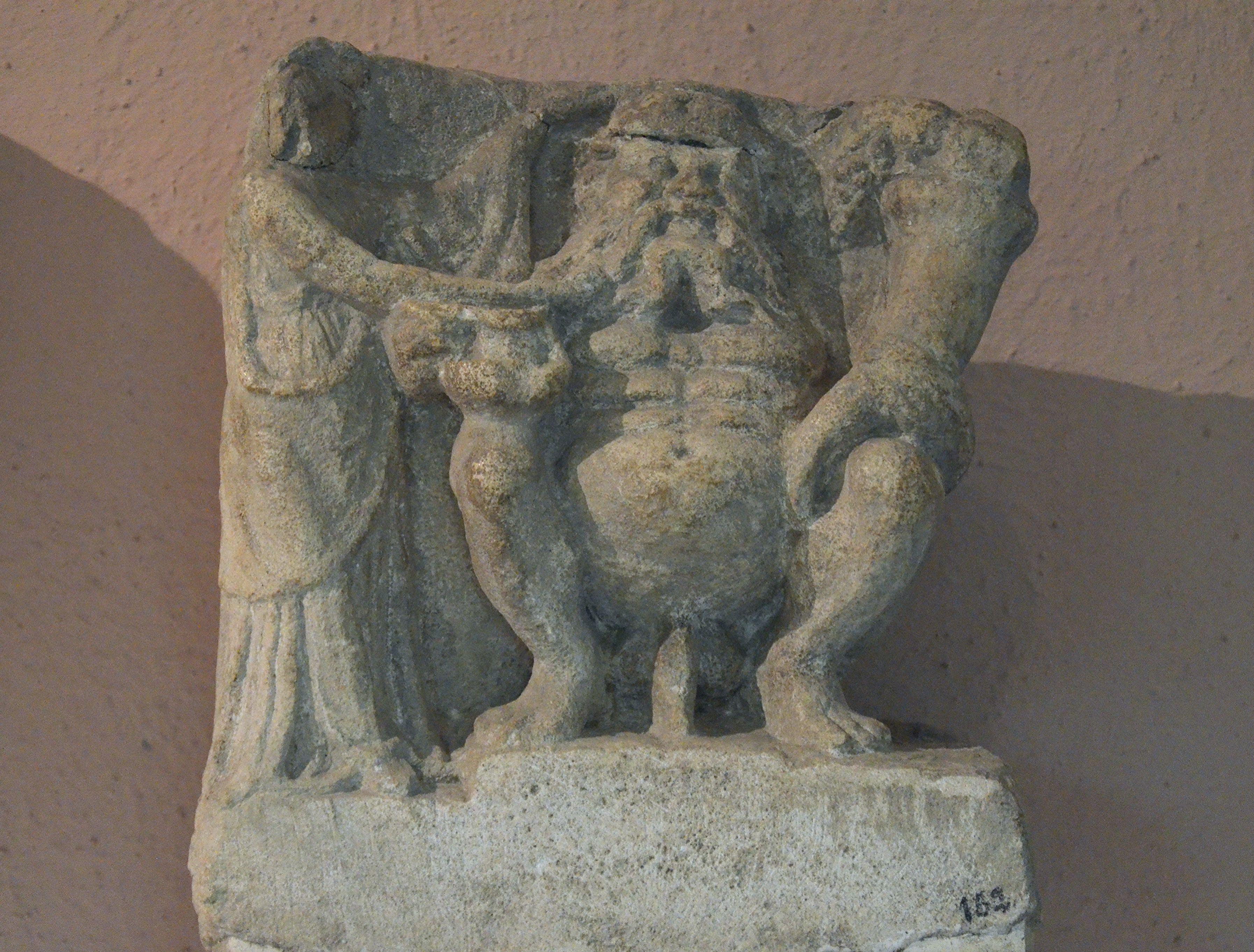
Dio della fertilità (III secolo a.C.)
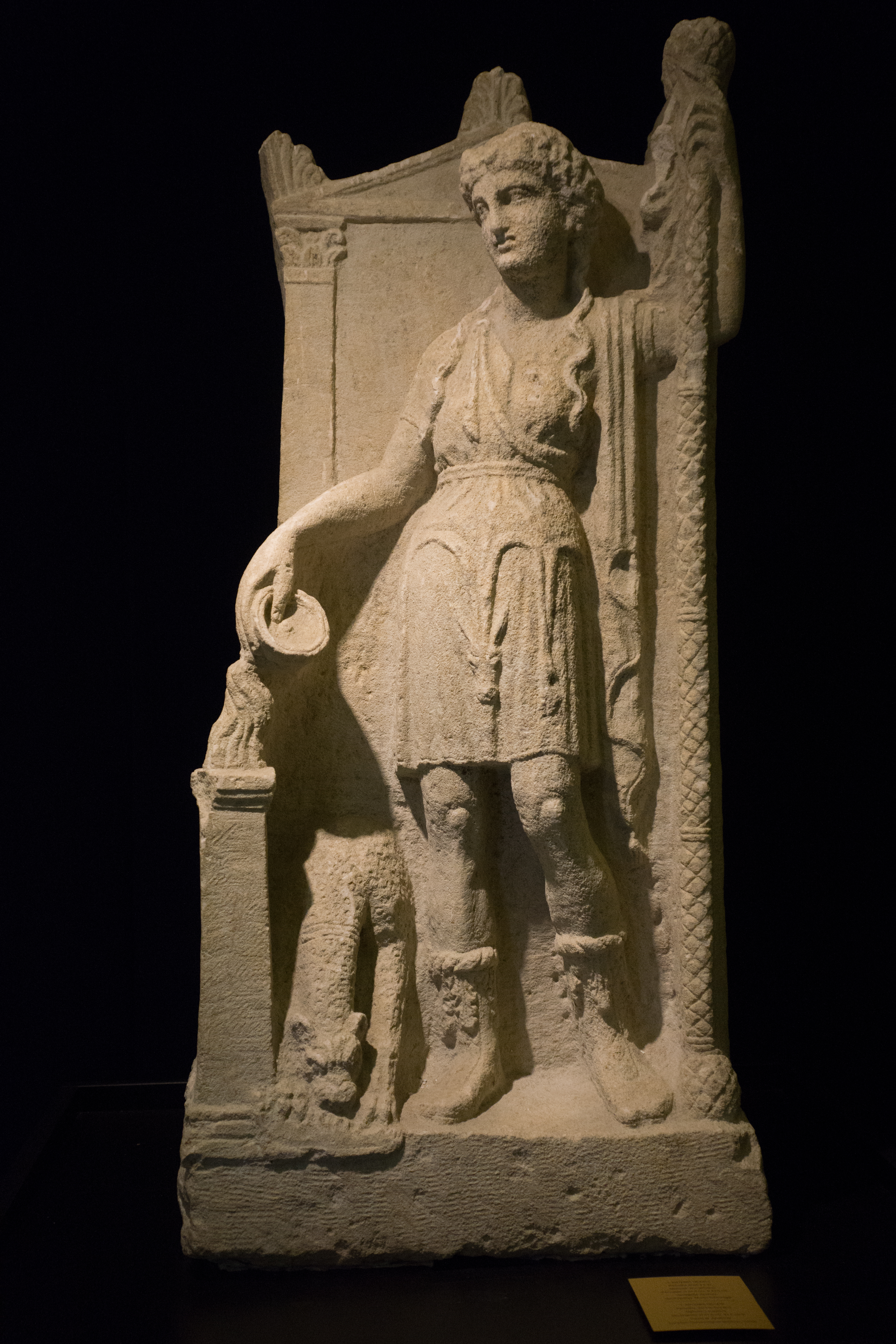
Ecate (III secolo a.C.)